# Бегалиев, Сайдулло Бегалиевич
Сайдулло Бегалиевич Бегалиев (узб. Saydullo Begaliyevich Begaliyev; 1954 — 17 декабря 2021, Ташкент) — узбекский государственный деятель. С 25 мая 2003 по 25 мая 2004 год министр сельского и водного хозяйства Узбекистана. С 25 мая 2004 по 13 октября 2006 год хоким Андижанской области.

## Биография
Сайдулло Бегалиевич Бегалиев родился в 1954 году.
В 2001 году первый заместитель министра сельского и водного хозяйства Республики Узбекистан. Являлся хокимом районной администрации в Андижанской области. В 2003 году заместитель хокима Ташкентской области. С 25 мая 2003 по 25 мая 2004 год министр сельского и водного хозяйства Узбекистана.
С 25 мая 2004 по 13 октября 2006 год хоким Андижанской области. Умер 17 декабря 2021 года в городе Ташкент.